# Sant Tukaram
Sant Tukaram (संत तुकाराम, Sant Tukārām) è un film del 1936, diretto da Vishnupant Govind Damle e Sheikh Fattelal, basato sulla vita del poeta e mistico indiano Tukaram. 

## Trama
India, XVII secolo.
Nella cittadina di Dehu, Tukaram compone delle poesie devozionali e degli ispirati canti Kirtan, ma l'invidioso e vanesio bramino Salomalo vuole attribuirsene la paternità, e cerca in tutti i modi di contrastare la crescente attenzione popolare che il poeta attrae su di sé. Egli inizia coll'escludere Tukaram dal tempio del dio Pandurang, un aspetto di Visnù cui il poeta è molto devoto, fino a consacrare la vita alla sua lode tramite canti, e che già aveva effettuato una guarigione miracolosa di suo figlio minore Mahadeo.
La moglie di Tukaram, Jijai, detta Avali, ha una forma mentis decisamente più laica, al punto da riferirsi al dio Pandurang con l'appellativo deprecatorio di "muso nero", secondo l'aspetto che la statua del dio presenta nel tempio; ella è preoccupata per la persistente mancanza di lavoro del marito, che condanna la famiglia all'indigenza. Un giorno Tukaram trova lavoro come guardiano dei campi del contadino Dnyanoba, ma Salomalo fa in modo che una mandria di bufali calpesti rovinosamente il terreno coltivato, minacciando così la proficuità del raccolto. Tukaram è costretto ad ipotecare la propria casa per ripagare le perdite, ma inaspettatamente il raccolto, grazie ad un intervento soprannaturale di Pandurang, si rivela essere dieci volte superiore al consueto. Le eccedenze vengono consegnate a Tukaram, che le divide con gli indigenti del paese, suscitando la collera della moglie.
Sundara, una cortigiana frequentata da Salomalo, per una scommessa col quest'ultimo, si appresta a sedurre Tukaram, ma finisce col convertirsi alla sua predicazione. Il bramino decide allora di sottoporre la questione al famoso paṇḍit Rameshwar Shastri: dopo una disputa teologica con Tukaram, in cui lo si accusa di blasfemia e di aver corrotto l'ortodossia vedica, mentre il poeta sostiene l'efficacia della devozione popolare, Rameshwar condanna il protagonista a gettare gli scritti con tutte le sue composizioni nel fiume. Tukaram, la cui fede conosce in quel momento una sofferta esitazione, obbedisce, poi si accampa sulla riva del fiume, con la famiglia, per dodici giorni.
Il tredicesimo giorno Pandurang nelle vesti di una fanciulla emerge dalle acque e riconsegna le poesie a Tukaram. Il seguito di popolo verso il mistico aumenta, e lo stesso Rameshwar, prima così severo, diventa un suo seguace. Salomalo decide allora di far intervenire niente di meno che il re maratti Shivaji. Sontuosi doni, di cui la famiglia di Tukaram si adorna, vengono offerti da parte di un inviato del re, ma Tukaram li rifiuta, considerandoli, com'egli stesso si esprime, "veleno", e profondendosi in un discorso in cui si dichiara convinto che il divino sia a portata di ogni uomo, indipendentemente dalla casta di appartenenza. Shivaji, che si era confuso tra la folla ad ascoltare, lascia il regno di punto in bianco ed entra a far parte del seguito di Tukaram. Mentre i devoti sono intenti ad una danza, i nemici moghul del re, avendo saputo della vacanza del trono, li attaccano in armi, ma ancora una volta vengono allontanati dall'intervento di Pandurang.
Tukaram si accommiata dalla moglie e dai figli, e viene assunto in cielo, ascendendo su un cocchio trainato da un enorme soprannaturale rapace.

## Personaggi

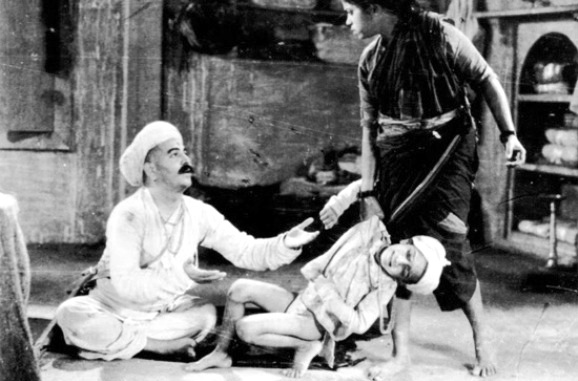
Tukaram e la moglie si contendono il figlio Mahadeo

È ben messa in evidenza nel film l'appartenenza di Tukaram al movimento Bhakti del XVII secolo, all'interno del quale l'egemonia del clero trovava una battuta d'arresto mentre fiorivano poeti come, oltre a Tukaram, Ramdas, Eknath e Chandidas. Costoro si esprimevano nella lingua volgare del Maharashtra, il marathi, piuttosto che nella lingua colta, il sanscrito. Ancor oggi la restituzione degli scritti di Tukaram dal fondo del fiume Indrayani è un avvenimento rituale seguito da un grosso numero di pellegrini.
Il critico Lyle Peason afferma che i personaggi di Tukaram e della moglie Jijai, impegnata nell'aspetto pratico della realtà, appaiono essere simmetrici, e prosegue: "Sant Tukaram non ammannisce concetti… ma dimostra la loro funzione nella vita effettiva… in una storia realistica nonostante sia fatta di canti e di magia". Il film è per questo stato definito "documento umano di grande valore".
Salomalo è il bramino bigotto del villaggio, che aspira allo status di grande poeta devozionale, e cerca a più riprese di ostracizzare Tukaram. I suoi versi sono composti in un linguaggio raffinato, incomprensibile agli incolti abitanti della comunità, a differenza delle semplici poesie di Tukaram. Salomalo è connotato anche come privo di dignità, colle sue movenze ispirate alla forma tamashi del teatro Marathi, confrontate con la natura calma e composta di Tukaram. Il fine di Salomalo non è tanto quello di contrastare in sapienza il rivale, ma semplicemente quello di distruggerlo. Egli mette in ridicolo la poesia devozionale di Tukaram e ne compone delle parodie volgari. Frequenta inoltre le cortigiane, segno inteso come di "bancarotta spirituale".
Rameshwar Shastri, in opposizione a Salomalo, è un bramino ortodosso. Il re Shivaji, simbolo del potere temporale, soddisfa la mentalità pratica di Avali pur divenendo discepolo di Tukaram. La figura del re, la cui appartenenza storicamente documentata alla setta Varkari è ben resa nel film, media fra la mancanza di mondanità del santo e la gretta gelosia di Salomalo.
Avali, la seconda moglie di Tukaram (della prima non si fa menzione nel film), descritta come una donna dal senso pratico, e per questo contraria agli atteggiamenti mistici del marito, tuttavia mostra, nei momenti cruciali, una sostanziale identità di vedute con Tukaram, che rispetta e riverisce.

## Produzione

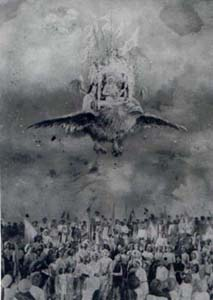
Scena dell'ascensione di Tukaram

Il film è basato sulla vita di Tukaram, una delle principali figure di mistico e santo del Maharashtra, devoto del dio Pandurang (noto anche come Vithoba), e propugnatore di una visione dell'induismo dal carattere egualitaristico, al di là di ogni differenza di casta. La sua predicazione, effettuata tramite componimenti poetici, ebbe grande presa sulla popolazione, in particolare dalla parte di essa in qualche modo oppressa dall'egemonia braminica, al punto di venir considerata come una fase iniziale del "movimento di emancipazione del paese".
Due film precedenti, nel 1932, si sono occupati della vita di Tukaram, ma non riuscirono ad ottenere successo al botteghino. Invece di concentrarsi sui miracoli di Tukaram, i registi Damle e Fattelal preferirono raccontare la storia di un santo proveniente dalla gente comune, concentrandosi sulla sua vita quotidiana. L'autore del soggetto, Shivram Vashikar, ha dichiarato di essersi accostato alla produzione non solo come studioso, ma soprattutto come devoto, in quanto, riteneva, lo spettatore medio è alla ricerca di un'agiografia piuttosto che dell'accuratezza storica.
Damle e Fattelal si preoccuparono di evidenziare le caratteristiche dei singoli attori, in modo che risaltassero in quanto tali, riducendo al minimo gli sfondi e la scenografia, in un modo di procedere che venne chiamato "compositional style", precursore in un certo senso di quello che in seguito verrà identificato come cinema neorealista: in questo senso il ruolo che più colpì positivamente gli spettatori fu quello di Jijay (Avali), interpretato da Gauri.
Degna di nota sono ad esempio le scene iniziali del film. Tukaram, in un atteggiamento tradizionale e in ambientazione raccolta, intona un canto devozionale ("Panduranga Dhyani, Panduranga mani": "Medito sulla figura di Pandurang, egli riempie la mia mente") che sarà ripreso nella scena seguente, in uno stile teatrale (secondo la maniera dei componimenti drammatici marathi Sangeet Natak) dal suo rivale Salomalo, nella sfarzosità di un tempio. Da allora le due versioni del canto, con le due visioni della vita che le sottintendono, si alternano con la tecnica del campo-controcampo.

### Cast
L'attrice Gauri non era, ai tempi, ancora entrata nel professionismo: già impiegata in mansioni di manovalanza alla casa produttrice Prabhat, cominciò ad essere utilizzata per qualche comparsata e ruolo minore. Dopo Sant Tukaram Gauri raggiunse il successo con Manoos/Admi (1939) di Rajaram Vankudre Shantaram e Sant Sakhu (1941), di Damle, Fattelal e Raja Nene.
Vishnupant Pagnis era già attivo come kirtan, cantante di inni devozionali Bhajan. Prima di essere scritturato da Shantaram della Prabhat, Pagnis era specializzato nell'interpretazione di ruoli femminili all'interno del suo gruppo teatrale Swadesh Hitinchal Mandali. Presso la casa produttrice si era inizialmente dubbiosi a proposito del manierismo femminile adottato dall'attore, che invece si rivelò essere perfettamente azzeccato per la figura di Tukaram, il santo i cui versi si rivolgono al dio con lo stesso trasporto con cui una donna anela al suo amato. Pagnis, prima di iniziare le riprese, compì un pellegrinaggio propiziatorio al santuario eretto in memoria di Tukaram a Dehu, e, una volta realizzato il film, ricevette il plauso della critica per il suo volto iconico.

## Colonna sonora
Nel film vengono utilizzati otto canti: Pandurang Dhyani, Chalali Jawani Raaya, Vrukshavali Aamha Soyari, Goda Tujhe Roop, Aadhi Beej Ekale, Nishidini Haricha, Jai Jai Pandurang e Vaanu Jitake. I testi sono di Tukaram, tranne Aadhi Beej Ekale, di Shantaram Athavale. La musica è di Keshavrao Bhole, che collaborò con la Prabhat Films per 14 produzioni. Le sue innovazioni principali rispetto allo standard furono l'introduzione di alcuni strumenti occidentali, quali il pianoforte, il violino e la chitarra hawaiana; lo stile musicale rimane quello tradizionale della setta Varkari.
Damle stesso, uno dei registi, era un cantante provetto, e sua è l'esecuzione di diversi canti del film.
Il canto Aadhi Beej Ekale, utilizzato nella scena in cui Tukaram elogia la fertilità della natura, e che funge da canto di lavoro che accompagna l'affaccendarsi alla macina delle donne, è composto nella tipica struttura metrica della poesia marathi dell'Ovi: gli studiosi stessi di letteratura indiana chiesero delucidazioni ai cineasti sull'origine del testo. 

## Distribuzione

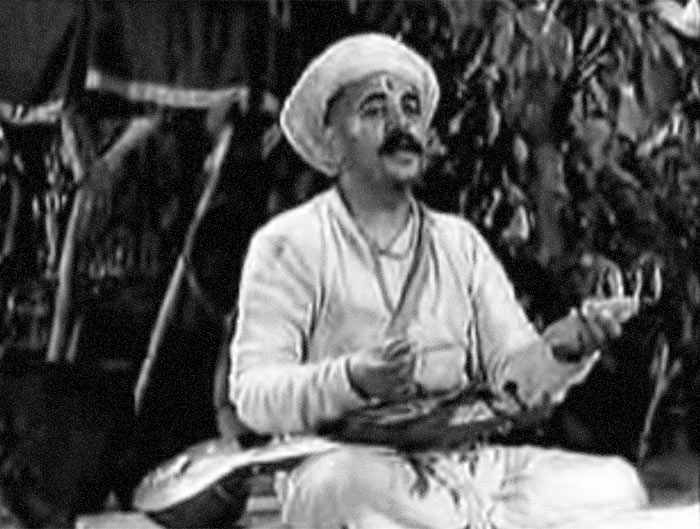
Vishnupant Pagnis nei panni di Tukaram

Saint Tukaram è uscito il 12 dicembre 1936 al Central Cinema di Bombay. Il film fu proiettato per ben 57 settimane di seguito allo stesso cinema, un primato mai prima eguagliato da alcun film. Anche negli anni successivi il film ha richiamato masse di spettatori nei villaggi del Maharashtra, dove si stima sia stato visionato da 6 milioni di spettatori. La rivista Filmindia riporta il caso di un villaggio di 300 abitanti, di fronte al cui cinema locale stazionavano, per vedere il film, 1500 persone.

## Accoglienza
La studiosa Gayatri Chatterjee, professoressa di cinema indiano, ritiene che Saint Tukaram abbia avuto un effetto spirituale su tutti i tipi di pubblico, di ogni età, condizione sociale, sia indiano che straniero. Ella narra del curioso caso di uno studente musulmano canadese, che si dice abbia avuto un'illuminazione spirituale guardando il film.
In occasione del centenario del cinema indiano, il decano dei cineasti del paese, Shyam Benegal, dichiarava di considerare il film, radicato nel movimento Bhakti nel momento della sua massima estensione nel Maharashtra, uno dei suoi cinque preferiti. Benegal non riteneva che il film "realizzato con strumenti ancora primitivi", data l'epoca, fosse "un lavoro di alto artigianato cinematografico", tuttavia lo considerava "una straordinaria acquisizione culturale": i dialoghi fra Tukaram e la moglie Jijay, in particolare, esprimono correttamente le sfumature della loro relazione.
Altri critici, come Rachel Dwyer e Kumar Shahani, mostrano un apprezzamento similare, lodando l'accuratezza culturale e la "qualità senza tempo" del film.
Nella Encyclopaedia of Indian Cinema, curata da A. Rajadhyaksha e P. Willemen, si legge che "il film, una delle produzioni più a buon mercato della casa cinematografica, si attiene strettamente alle convenzioni del genere, nel quale il poeta-mistico dimostra, con alcuni miracoli, la veridicità del suo insegnamento". L'elemento innovativo è invece impersonato dalla moglie di Tukaram, Jijay (Avali), che preferisce rinunciare all'ascesa al cielo col marito, per restare sulla terra a badare ai figli.
Lo storico del cinema Bhagwan Das Garga ritiene che "la semplicità del film e la giustezza dei sentimenti in esso espressi siano i due elementi che sollevano il lavoro al di sopra degli altri esempi dello stesso genere".
Per la storica dell'arte Geeta Kapur "il film appartiene ad un sottogenere di estrema significatività, nel quale la vita del santo è presentata nei suoi aspetti semi-biografici, pur con l'adeguarsi alle circostanze storiche".

## Riconoscimenti
Sant Tukaram fu il primo film indiano ad essere rappresentato in rassegne cinematografiche internazionali: alla 5ª Mostra internazionale d'arte cinematografica di Venezia venne considerato uno dei tre migliori film dell'anno, gli altri due essendo Mária nővér dell'ungherese Viktor Gertler, e la produzione britannico-australiana The Flying Doctor di Miles Mandler. L'attestato originale di partecipazione fu ritrovato casualmente nella spazzatura nel 1974 a Thiruvananthapuram dal cineasta Sunny Joseph, ex-studente del "Film and Television Institute of India", ed è ora conservato – insieme ad una copia restaurata della pellicola – al "National Film Archive of India" di Pune. Nel 1982, in occasione del cinquantesimo anniversario della Mostra cinematografica di Venezia, il film, in una riproposizione delle migliori opere cinematografiche del passato presentate alla rassegna, venne nuovamente proiettato in quella sede, insieme a Kunku di Rajaram Vankudre Shantaram, un altro film della Prabhat.
Il film è stato selezionato per altri festival internazionali; e venne proiettato, oltre che in alcune occasioni ufficiali in diversi consolati di Bombay, anche alla presenza del maharaja di Mysore Krishna Raja Wadiyar IV e di Lady Linlithgow, moglie di Victor Hope, l'allora governatore generale dell'India.

## Influenza culturale
Sant Tukaram è considerato uno dei film indiani di maggiore importanza,, e divenne uno dei film di maggior successo della Prabhat. Il film è ritenuto uno dei classici archetipici del genere dedicato ai "santi" indiani e del cinema devozionale tout-court. Pagnis divenne immortale nel suo ruolo di Tukaram, e impersonò in seguito il santo in una multitudine di performances dal vivo. Molti ritratti devozionali di Tukaram hanno le sembianze e l'abbigliamento di Pagnis nel film.
Il film è stato ritenuto rappresentare la filosofia gandhiana della nonviolenza. L'Indian Motion Pictures Congress del 1939 ha elogiato il film in quanto esprimente l'ethos del nazionalismo, gli ideali gandhiani ed il movimento devozionale Bhakti.
I versi devozionali di Tukaram sono stati raccomandati per traduzioni in lingue occidentali da parte dell'UNESCO.